# Persone di nome William/Scrittori
| Questa pagina contiene informazioni ricavate automaticamente dalle voci biografiche con l'ausilio del template Bio e di un bot. L'aggiornamento è periodico e automatico e ricostruisce completamente la pagina. Se manca una persona in questa lista, sei pregato di non aggiungerla, ma accertati piuttosto che la sua voce biografica contenga il template Bio e che i dati anagrafici siano correttamente compilati. Se il template Bio manca, inseriscilo tu stesso o, in alternativa, metti l'avviso {{tmp\|Bio}} che ne segnala la mancanza. Se i dati riportati sono sbagliati, correggi direttamente la voce biografica; le modifiche saranno visibili in questa lista entro pochi giorni. Per chiarimenti vedi il progetto antroponimi. La lista contiene solo le 99 persone che sono citate nell'enciclopedia e per le quali è stato implementato correttamente il template Bio. Pagina aggiornata al 6 mag 2025. |

Questa è una lista di persone presenti nell'enciclopedia che hanno il nome William e sono scrittori.

## A(3)
- William Harrison Ainsworth, scrittore e giornalista inglese (Manchester, n. 1805 - Reigate, † 1882)
- William Alexander, I conte di Stirling, scrittore scozzese (Menstrie - Clackmannanshire, † 1640)
- William Austin, scrittore statunitense (Lunenburg, n. 1778 - Charlestown, † 1841)

## B(12)
- Bill S. Ballinger, scrittore e sceneggiatore statunitense (Oskaloosa, n. 1912 - Tarzana, † 1980)
- William Bayer, scrittore statunitense (Cleveland, n. 1939)
- William Beckford, scrittore, critico d'arte e politico britannico (Fonthill, n. 1760 - Bath, † 1844)
- William Black, scrittore britannico (Glasgow, n. 1841 - Brighton, † 1898)
- William Peter Blatty, scrittore, sceneggiatore e regista statunitense (New York, n. 1928 - Bethesda, † 2017)
- William Boyd, scrittore e sceneggiatore britannico (Accra, n. 1952)
- Billy Breakenridge, scrittore e attore statunitense (Watertown, n. 1846 - Tucson, † 1931)
- William Brodrick, scrittore britannico (Bolton, n. 1960)
- William Wells Brown, scrittore, commediografo e storico statunitense (Lexington, n. 1814 - Chelsea, † 1884)
- W. R. Burnett, scrittore e sceneggiatore statunitense (Springfield, n. 1899 - Santa Monica, † 1982)
- William S. Burroughs, scrittore, saggista e pittore statunitense (Saint Louis, n. 1914 - Lawrence, † 1997)
- William Allen Butler, scrittore e avvocato statunitense (Albany, n. 1825 - Yonkers, † 1902)

## C(4)
- William Guy Carr, scrittore e ufficiale canadese (Formby, n. 1895 - Ontario, † 1959)
- William Chapman, scrittore, poeta e giornalista canadese (Saint-François-de-Beauce, n. 1850 - Ottawa, † 1917)
- John Cheever, scrittore statunitense (Quincy, n. 1912 - Ossining, † 1982)
- William Cooper, scrittore britannico (Crewe, n. 1910 - Londra, † 2002)

## D(7)
- William L. DeAndrea, scrittore e giornalista statunitense (Port Chester, n. 1952 - † 1996)
- Terry Deary, scrittore britannico (Sunderland, n. 1946)
- William Demby, scrittore statunitense (Pittsburgh, n. 1922 - Sag Harbor, † 2013)
- William Deverell, scrittore e avvocato canadese (Regina, n. 1937)
- William Diehl, scrittore statunitense (n. 1924 - Atlanta, † 2006)
- William Dufty, scrittore statunitense (Grand Rapids, n. 1916 - Birmingham, † 2002)
- William Dunlap, scrittore, storico e pittore statunitense (Perth Amboy, n. 1766 - New York, † 1839)

## F(1)
- William Faulkner, scrittore, sceneggiatore e poeta statunitense (New Albany, n. 1897 - Byhalia, † 1962)

## G(12)
- William Gaddis, scrittore statunitense (New York, n. 1922 - † 1998)
- William H. Gass, scrittore statunitense (Fargo, n. 1924 - University City, † 2017)
- William C. Gault, scrittore statunitense (Milwaukee, n. 1910 - Santa Barbara, † 1995)
- William Gay, scrittore statunitense (Hohenwald, n. 1941 - Hohenwald, † 2012)
- William Gerhardie, scrittore e drammaturgo inglese (San Pietroburgo, n. 1895 - Londra, † 1977)
- William Gibson, scrittore e autore di fantascienza statunitense (Conway, n. 1948)
- William Schwenck Gilbert, scrittore e librettista britannico (Londra, n. 1836 - Londra, † 1911)
- William Gilbert, scrittore britannico (Bishopstoke, n. 1804 - † 1890)
- William Stephen Gilly, scrittore, viaggiatore e presbitero britannico (Hawkedon, n. 1789 - Norham, † 1855)
- William Golding, scrittore e insegnante britannico (Newquay, n. 1911 - Perranarworthal, † 1993)
- William Goldman, scrittore, drammaturgo e sceneggiatore statunitense (Highland Park, n. 1931 - New York, † 2018)
- Bill Gunston, scrittore e giornalista britannico (Londra, n. 1927 - † 2013)

## H(12)
- William H. Hallahan, scrittore statunitense (Brooklyn, n. 1925 - Woodbury, † 2018)
- Pete Hamill, scrittore e giornalista statunitense (Brooklyn, n. 1935 - Brooklyn, † 2020)
- Thomas Harris, scrittore e giornalista statunitense (Jackson, n. 1940)
- William Harrison, scrittore e sceneggiatore statunitense (Dallas, n. 1933 - Fayetteville, † 2013)
- William Hazlitt, scrittore, pittore e saggista inglese (Maidstone, n. 1778 - Londra, † 1830)
- William Heinesen, scrittore, poeta e pittore faroese (Tórshavn, n. 1900 - Tórshavn, † 1991)
- William Hjortsberg, scrittore e sceneggiatore statunitense (New York, n. 1941 - Livingston, † 2017)
- William Hope Hodgson, scrittore britannico (Wethersfield, n. 1877 - † 1918)
- William Horwood, scrittore britannico (Oxford, n. 1944)
- William Dean Howells, scrittore e critico letterario statunitense (Martins Ferry, n. 1837 - New York, † 1920)
- William Henry Hudson, scrittore, naturalista e ornitologo inglese (Quilmes, n. 1841 - Londra, † 1922)
- William Humphrey, scrittore statunitense (Clarksville, n. 1924 - New York, † 1997)

## I(1)
- William Henry Ireland, scrittore britannico (n. 1775 - Los Angeles, † 1835)

## J(1)
- William Joyce, scrittore, illustratore e produttore cinematografico statunitense (Shreveport, n. 1957)

## K(3)
- William Kennedy, scrittore, giornalista e storico statunitense (Albany, n. 1928)
- William Henry Giles Kingston, scrittore britannico (Londra, n. 1814 - Middlesex, † 1880)
- William Kent Krueger, scrittore statunitense (Torrington, n. 1950)

## L(5)
- William Landay, scrittore statunitense (Boston, n. 1963)
- William Langland, scrittore britannico (n. 1332 - † 1386)
- William Least Heat-Moon, scrittore statunitense (Kansas City, n. 1939)
- William Lindsay Gresham, scrittore statunitense (Baltimora, n. 1909 - New York, † 1962)
- William Link, scrittore e produttore televisivo statunitense (Filadelfia, n. 1933 - Los Angeles, † 2020)

## M(7)
- William Hurrell Mallock, romanziere e economista britannico (Cheriton Bishop, n. 1849 - Wincaton, † 1923)
- William Lewis Manly, scrittore statunitense (St. Albans, n. 1820 - Lodi, † 1903)
- William March, scrittore statunitense (Mobile, n. 1893 - New Orleans, † 1954)
- William Somerset Maugham, scrittore e commediografo britannico (Parigi, n. 1874 - Saint-Jean-Cap-Ferrat, † 1965)
- William Maxwell, scrittore e giornalista statunitense (Lincoln, n. 1908 - New York, † 2000)
- William McIlvanney, scrittore scozzese (Kilmarnock, n. 1936 - Glasgow, † 2015)
- Perry Moore, scrittore, produttore cinematografico e sceneggiatore statunitense (Richmond, n. 1971 - Manhattan, † 2011)

## N(1)
- William F. Nolan, scrittore statunitense (Kansas City, n. 1928 - Vancouver, † 2021)

## O(2)
- Tim O'Brien, scrittore statunitense (Austin, n. 1946)
- William A. Owens, scrittore e insegnante statunitense (Pin Hook, n. 1905 - † 1990)

## P(6)
- William Painter, scrittore britannico (Londra, † 1594)
- Gilbert Patten, scrittore statunitense (Corinna, n. 1866 - Vista, † 1945)
- Bill Peet, scrittore e sceneggiatore statunitense (Grandview, n. 1915 - Studio City, † 2002)
- William Piastra, scrittore italiano (Genova, n. 1920 - Genova, † 1997)
- William Plomer, scrittore, poeta e librettista sudafricano (Polokwane, n. 1903 - Hassocks, † 1973)
- William Prynne, scrittore e giurista inglese (Swainswick, n. 1600 - Londra, † 1669)

## R(1)
- Kelley Roos, scrittore statunitense (n. 1911 - † 1987)

## S(9)
- William Saroyan, scrittore e drammaturgo statunitense (Fresno, n. 1908 - Fresno, † 1981)
- William Sharp, scrittore e poeta scozzese (Paisley, n. 1855 - Bronte, † 1905)
- William Gilmore Simms, scrittore, poeta e storico statunitense (Charleston, n. 1806 - Charleston, † 1870)
- William Gordon Stables, scrittore e medico scozzese (Aberchirder, n. 1840 - Twyford, † 1910)
- William Stafford, scrittore inglese (Antingham, n. 1593 - Thornbury, † 1684)
- Olaf Stapledon, scrittore e filosofo britannico (Poulton-cum-Seacombe, n. 1886 - Caldy, † 1950)
- William O. Steele, scrittore statunitense (Franklin, n. 1917 - Signal Mountain, † 1979)
- William Stevenson, scrittore e giornalista canadese (Londra, n. 1924 - Toronto, † 2013)
- William Styron, scrittore, drammaturgo e critico letterario statunitense (Newport News, n. 1925 - Martha's Vineyard, † 2006)

## T(2)
- William Makepeace Thackeray, scrittore britannico (Calcutta, n. 1811 - Londra, † 1863)
- William Trevor, scrittore e drammaturgo irlandese (Mitchelstown, n. 1928 - Devon, † 2016)

## U(1)
- William Ury, scrittore e antropologo statunitense (n. 1953)

## V(1)
- William T. Vollmann, scrittore, giornalista e saggista statunitense (Santa Monica, n. 1959)

## W(7)
- William Warburton, scrittore, critico letterario e vescovo anglicano inglese (Newark-on-Trent, n. 1698 - Gloucester, † 1779)
- William Arthur Ward, scrittore statunitense (Louisiana, n. 1921 - † 1994)
- William Wharton, scrittore e pittore statunitense (Filadelfia, n. 1925 - Encinitas, † 2008)
- William Hale White, scrittore britannico (Bedford, n. 1831 - Groombridge, † 1913)
- Willie Wilde, scrittore e critico letterario irlandese (Dublino, n. 1852 - Londra, † 1899)
- William Packard, scrittore, docente e poeta statunitense (New York, n. 1933 - New York, † 2002)
- W. W. Jacobs, scrittore inglese (n. 1863 - † 1943)

## Y(1)
- William P. Young, scrittore canadese (Grande Prairie, n. 1955)